# میگنا گلزار
میگنا گلزار (انگلیسی: Meghna Gulzar؛ زادهٔ ۱۳ دسامبر ۱۹۷۳) نویسنده، کارگردان فیلم و تهیه‌کننده فیلم اهل هند است.
وی فرزند گلزار شاعر و کارگردان و راکهی بازیگر هندی است.

## فیلم‌شناسی
| سال  | فیلم            | کارگردان | داستان | فیلمنامه | یادداشت |
| ---- | --------------- | -------- | ------ | -------- | --- |
| ۱۹۹۹ | تو هستی         |          |        | آری      | |
| ۲۰۰۲ | در حال حاضر     | آری      | آری    |          | |
| ۲۰۰۷ | تازه ازدواج‌کرده | آری      |        |          | |
| ۲۰۰۷ | ده داستان       | آری      |        |          | |
| ۲۰۱۵ | شمشیر           | آری      |        |          | نامزد—جایزه فیلم‌فیر بهترین کارگردانی                                                                          |
| ۲۰۱۸ | راضی            | آری      |        | آری      | جایزه فیلم‌فیر بهترین کارگردانی نامزد—Filmfare Critics Award for Best Film نامزد—جایزه فیلم‌فیر بهترین فیلمنامه |
| ۲۰۲۰ | ضربه            | آری      |        | آری      | |
| ۲۰۲۰ | سام بهادر       | آری      |        | آری      | |